# San Antonio del Tequendama
Pour les articles homonymes, voir Tequendama.
San Antonio del Tequendama est une municipalité située dans le département de Cundinamarca, en Colombie.